# Ville Zilliacus
Vilhelm (Ville) Valdemar Zilliacus, född 9 april 1914 i Helsingfors, död 13 oktober 2000 i Grankulla, var en finländsk radioman. 
Zilliacus blev filosofie magister 1936, var lektor i finska vid Stockholms högskola 1941–1950 och medarbetade under denna tid både i Sveriges radio och Finlands rundradio. Han rapporterade bland annat om stämningarna vid den tyska ockupationens slut i Danmark och från rättegången mot Vidkun Quisling i Norge. Zilliacus deltog som biträdande programdirektör vid Rundradion 1950–1957 i planeringen av den efterkrigstida repertoaren och studerade televisionsverksamheten i USA. Han blev programchef vid Finlands television 1957, då televisionsverksamheten inleddes; det var han som beslutade att programmen skulle textas och inte dubbas som i många andra länder. Han var biträdande direktör vid Rundradion 1964–1969 och chef för dess utlandstjänst 1970–1979.
Zilliacus var även en flitig skriftställare upp i hög ålder; bland hans böcker märks de kulturhistoriska essäsamlingarna Europas indianer (1990), Utsikter från ett torg (1992) och I samma båt (1996) samt huvudstadsskildringen Alla tiders Helsingfors (1998). Han utgav vidare ett antal arbeten om Rundradion och rundradioverksamhet.